# Ливан на зимних Олимпийских играх 2002
Ливан принимал участие в Зимних Олимпийских играх 2002 года в Солт-Лейк-Сити (США) после десятилетнего перерыва, в тринадцатый раз за свою историю, но не завоевал ни одной медали. Сборная страны состояла из 2 спортсменов (1 мужчины,1 женщина), которые приняли участие в соревнованиях по горнолыжному спорту.